# 조선팔도 자연愛산다
《조선팔도 자연愛산다》는 대한민국의 종합편성채널 TV조선에서 방송된 교양 프로그램이다.

## 출연자

### MC
- 지상렬

### 내레이션
- 배한성

## 같이 보기
- 도전! 디미방 (KBS 2TV)